# Baktash Abtin
Baktash Abtin est un poète et réalisateur iranien né en 1974 à Shahr-e Rey, près de Téhéran. Il est mort en prison le 8 janvier 2022.

## Œuvre
Il a d'abord écrit trois livres de poèmes avant de réaliser plusieurs films. En 2001, il publie son deuxième livres de poèmes : « Cils, mes yeux sont cousus ».
Son premier film, le documentaire Solar eclipse, est sorti en 2005. Ont suivi :
The Sand Jar (2006, documentaire), The Sleep Penetration (2007, documentaire), Mika (2007), The Near Dream (2008, doc), Park Mark (2009, doc), Mory zan mikhad/Mory Wants a Wife (2013, doc).
Il a publié des poèmes sous forme de CD audio, sous le titre Muriāna-yi ba Dandānhā-ye Shiri (en anglais : « A moth with baby teeth ») où il décrit la guerre contre l'Iraq d'un point de vue critique, contredisant ainsi le discours officiel. Ses livres ont été censurés en Iran.

## Persécution
Depuis 2013, il a été poursuivi trois fois. En 2016, il a été arrêté pour avoir participé à un rassemblement en mémoire de deux écrivains iraniens assassinés par le pouvoir. Opposé à la peine de mort et membre de la WAI (Writers Association of Iran), il a été condamné à 6 ans de prison en 2019 pour « propagande contre l'État » et « conspiration contre la sûreté nationale ». L'association WAI, créée en 1968 pour défendre la liberté d'expression contre la censure, a été déclarée illégale, et ses membres ont été persécutés. Deux autres écrivains iraniens ont été condamnés en même temps que Baktash Abtin : Reza Khandan Mahabadi et Keyvan Baja. Tous trois sont lauréats du prix Freedom to write 2021 de l'association PEN, qui déclare : « In a country like Iran, death is very cheap for intellectuals, freedom loving people and those who fight for freedom of expression. » Leur condamnation avait été dénoncée par Amnesty international et Reporters sans Frontières.
Baktash Abtin était détenu à la prison d'Evin, tristement réputée pour la violence de ses gardiens, où il a contracté la Covid-19. Brièvement hospitalisé, il a été ramené en cellule malgré la persistance des symptômes de la maladie, qui l'a finalement emporté le 8 janvier 2022. La WAI accuse l'administration pénitentiaire d'avoir volontairement privé le poète ses soins nécessaires et d'avoir tardé à le faire hospitaliser,. La mort du poète fait l'objet d'un film documentaire, Intentional crime, réalisé par Mohammad Rasoulof.
En Iran, le combat pour la liberté d'expression n'est pas un simple mot. « Ce qui manque dans notre pays, ce sont des gens qui résistent et qui se battent. C’est pour cela que j’aimerais sacrifier ma vie, avec détermination, pour la liberté tant que je suis jeune » avait déclaré Baktash Abtin.

## Publication posthume
Sa femme, Maryam Yavari, a rassemblé les œuvres inédites de Bektash et les a publiées sous le titre تنهایی دسته جمعی (« Solitude collective » ou « Seuls ensemble »)  aux éditions Naakojaa, France, 2021, en persan. À l'intérieur du livre, un QR-code permet d'écouter certains des poèmes lus par l'auteur,.